# Portrait de Marguerite Van Mons
Portrait de Marguerite Van Mons est un tableau peint par Théo Van Rysselberghe en 1886. Il mesure 89,5 cm de haut sur 70,5 cm de large. Il est conservé au musée des Beaux-Arts de Gand.